# Плессур (регион)
Регион Плессур (нем. Region Plessur, итал. Regione Plessur) — регион швейцарского кантона Граубюнден, учрежденный 1 января 2017 года в результате региональной реформы кантона Граубюнден. Был образован из бывшего округа Плессур и коммуны Хальденштайн.
Административный центр находится в коммуне Кур.

## География
Самой высокой точкой региона считается гора Арозер Ротхорн (2980 м).
Через регион Плессур протекает река Рейн, а также её приток — Плессур.
Регион граничит с регионами Ландкварт на севере, Преттигау/Давос на севере и востоке, Альбула на юге, а также Виамала и Имбоден на западе.

## Административное деление
Регион Плессур состоит из 3 коммун.
| № | Герб          | Название   | Население, 2002       | Площадь, км²          |
| - | ------------- | ---------- | --------------------- | --------------------- |
| 1 | senza cornice | Кур        | 38 129 + 303 = 38 432 | 54,24 + 27,74 = 81,98 |
| 2 | senza cornice | Курвальден | 2121                  | 48,53                 |
| 3 | senza cornice | Ароза      | 3061                  | 154,79                |

1. ↑  Население и площадь с учётом присоединения коммуны Чирчен-Праден с 1.01.2025

### Слияния муниципалитетов
- В 2020 году коммуна Маладерс присосединена к коммуне Кур[4].
- В 2021 году коммуна Хальденштайн присосединена к коммуне Кур[5].
- В 2025 году коммуна Чирчен-Праден присосединена к коммуне Кур[6].

- Объединение муниципалитетов в 2020 году
- Объединение муниципалитетов в 2021 году
- Объединение муниципалитетов в 2025 году